# 故事商店
故事商店位于中華人民共和國上海市长宁区愚园路1112弄甲，是一家专门收集附近街區居民故事的商店，店内收集了包括愚园路上2000个故事内容，同时商店還设计有一日店主活動。此地曾由公共艺术团队jamber & ART和创邑共同做过三期主题展览。